# Рудольф Пюрінгер
Рудольф Пюрінгер (нім. Rudolf Pühringer; 14 березня 1891, Амштеттен — 6 грудня 1969, Відень) — австрійський офіцер, художник та історик мистецтва, доктор філософії (3 лютого 1927), генерал-майор вермахту (1 квітня 1945).

## Біографія
Після закінчення кадетського корпусу 18 серпня 1912 року вступив в зальцбурзький фортечний артилерійський батальйон №1. Учасник Першої світової війни. Після війни продовжив службу в австрійській армії, одночасно присвятив себе живопису. В 1919/23 роках деякі роботи Пюрінгера були виставлені у віденському Будинку художників. З 30 листопада 1920 року — куратор Військово-історичного музею. З 1922 року вивчав історію мистецтва у Віденському університеті, одночасно навчався на художника в Академії образотворчих мистецтв і Віденському університеті прикладних мистецтв, а також закінчив курс Австрійського інституту історичних досліджень разом з Альфонсом Лотскі та Гайміто фон Додерером. З 1 січня 1936 року — хранитель музею офіцерського корпусу.
Після аншлюсу 15 березня 1938 року автоматично перейшов у вермахт. З 1 грудня 1938 року — начальник Музею сухопутних військ в Берліні. На початку Другої світової війни був переведений в міську комендатуру Рюгенвальде. В кінці вересня 1939 року був призначений в штаб артилерійського училища в Ютербозі. З лютого 1940 року — командир 815-го артилерійського полку, з листопада 1940 року — 801-го, з листопада 1941 року — 619-го артилерійського полку. Учасник Німецько-радянської війни. Через важке поранення був визнаний непридатним для дійсної служби і в травні 1942 року знову призначений начальником Музею сухопутних військ в Берліні.
Після війни продовжив активно займатись живописом. В 1950/56 роках — директор Військово-історичного музею у Відні. Керував реконструкцією сильно постраждалого від війни музею, а також його відкриттям 24 червня 1955 року. Восени 1955 року вийшов на пенсію і продовжив займатись живописом. Помер від інфаркту міокарда.

## Сім'я
Був одружений з істориком мистецтва Леонорою Пюрінгер-Жвановець (1917–1986), сестрою історика-економіста Георга Жвановеця.

## Нагороди
- Пам'ятний хрест 1912/13
- 2 срібні і бронзова медаль «За військові заслуги» (Австро-Угорщина) з мечами
- Хрест «За військові заслуги» (Австро-Угорщина) 3-го класу з військовою відзнакою і мечами
- Військовий Хрест Карла
- Медаль «За поранення» (Австро-Угорщина) для інвалідів
- Пам'ятна військова медаль (Австрія) з мечами
- Хрест «За вислугу років» (Австрія) 2-го класу для офіцерів (25 років)
- Орден Заслуг (Австрія), лицарський хрест
- Почесний хрест ветерана війни з мечами
- Медаль «За вислугу років у Вермахті» 4-го, 3-го, 2-го і 1-го класу (25 років)
- Нагрудний знак «За поранення» в чорному — заміна австро-угорської медалі «За поранення».
- Залізний хрест 2-го і 1-го класу
- Хрест Воєнних заслуг 2-го і 1-го класу з мечами

## Картини
В основному Пюрінгер малював австрійські та італійські пейзажі, зазвичай з топографічною точністю, завдяки чому мотив його картин нагадує твори Каспара Давида Фрідріха.
- Der Berg, 1949, Tempera, 130×180 cm[2]
- Der Wald, 1945, Öl auf Holzfaserplatte, 162×120 cm[3]
- Die große Landschaft, 1947, Öl auf Holzfaserplatte, 109×160 cm
- Donauschlinge, 1959, Öl auf Pressspanplatte, 164×110 cm
- Ernte, 1945, Öl auf Pressspanplatte, 94×74 cm
- Stadt in den Albanerbergen, 1958, Öl auf Pressspanplatte, 165×130 cm
- Forum Romanum I, 1956, Öl auf Pressspanplatte, 195×150 cm
- Pfarrkirche Cavalese, 1967, Öl auf Pressspanplatte, 142×85 cm